# Paolo Monna
Paolo Monna (Fasano, 19 aprile 1998) è un tiratore a segno italiano, medaglia d'oro nella categoria pistola, ai campionati europei di tiro da 10 metri nel 2024.

## Biografia
Cresciuto a Carovigno, inizia a frequentare il poligono di tiro all'età di 8 anni. Nel 2017 vince conquistando la medaglia d'argento agli Europei juniores di Maribor, seguiti subito dopo dal bronzo ai Mondiali juniores di Suhl.
Ha preso parte alle Olimpiadi di Tokyo del 2020, posizionandosi al 26º posto.
Dopo essersi laureato campione europeo 2024 a Győr, nello stesso anno partecipa ai Giochi olimpici di Parigi 2024, dove conquista la medaglia di bronzo.

## Palmarès
- Giochi olimpici

Parigi 2024: bronzo nella pistola 10 m aria compressa.
- Campionati europei di tiro

Bratislava 2020: argento nella pistola 10m.
Hamar 2022: bronzo nella pistola a squadre miste
Tallinn 2023: argento nella pistola a squadre e bronzo nella pistola 10m.
Győr 2024: oro nella pistola 10m.
Osijek 2025: argento nella pistola a squadre.